# Peter Dickinson (skladatel)
Peter Dickinson (15. listopadu 1934 Lytham St Annes, Lancashire – 16. června 2023) byl anglický hudební skladatel, klavírista, muzikolog a spisovatel.

## Život
Peter Dickinson se narodil v Lytham St Annes a studoval hru na varhany na Queens' College v Cambridgi. Byl žákem hudebního skladatele a muzikologa Philipa Radcliffa. Od roku 1958 pokračoval ve studiu na Juilliard School v New Yorku u Bernarda Wagenaara Tam se seznámil s díly experimentálních skladatelů, jako byli Henry Cowell, John Cage, a Edgard Varèse.
Po návratu do Anglie v roce 1962 vedl kurzy improvizace a experimentální hudby na Koleji sv. Marka a Jana (College of St. Mark and St. John) v Chelsea. V letech 1966–1970 přednášel v Birminghamu a roku 1974 se stal prvním profesorem hudby na univerzitě v Keele. Tam vytvořil důležité centrum pro studium americké hudby. V roce 1980 se stal zakládajícím členem Asociace profesionálních skladatelů (Association of Professional Composers) a o rok později byl jmenován členem Královské společnost umění. Byl rovněž členem představenstva Trinity College of Music (1984) a Královské společnosti hudebníků (1985). Od roku 1991 byl vedoucím hudební katedry na Goldsmithově koleji University of London a konečně od roku 1996 působí v Institutu amerických studií londýnské university (University of London Institute of United States Studies). Byl také předsedou charitativní organizace Bernarr Rainbow Trust, který se zabýval podporou hudební výchovy.
V červenci 1964 se oženil s Bridget Jane Tomkinsonovou, se kterou měl dva syny. Jako klavírista často uváděl se svou sestrou, mezzosopraniskou Meriel Dickinsonovou, díla amerického skladatele Charlese Ivese.
Jeho hudební skladby obsahují prvky experimentální a aleatorické hudby a jsou srovnávány s díly Stravinského, Ivese a Satieho. Byl silně ovlivněn hudbou Johna Cage, ale i americkou populární hudbou a jazzem. Ve svých muzikologických pracích se zabýval hlavně americkou hudbou. V roce 1964 napsal serii článů o hudební improvizaci.

## Dílo

### Jevištní dílo
- The Judas Tree (1965)

### Sbory
- Jesus Christ is Risen Today (1955)
- Mag and Nunc (1963)
- 2 Motets: John, Mark (1963)
- Christmas is Coming (1964)
- 4 Poems (slova Gerard Manly Hopkins, 1964)
- Mass (1965)
- When I was a Sailor (1965)
- For the Nativity (1966)
- Martin of Tours (Blackburn, 1966)
- 3 Complaints (1966)
- The Dry Heart (1967)
- Communion Service (1968)
- Outcry (W. Blake, J. Clare, T. Hardy, 1968)
- Late Afternoon in November (1975)
- A Mass of the Apocalypse (1984)
- Tiananmen 1989 (1990)

### Písně
- Four Songs (W. H. Auden, 1956)
- A Dylan Thomas Cycl(e 1959)
- Let the Florid Music (1960)
- Three Comic Songs (W. H. Auden, 1960)
- An e. e. cummings cycle (1965)
- Somewhere i have never travelled (W. H. Audenm, 1965)
- Elegy (Swinburne (1966)
- 4 Poems (A. Porter, 1967)
- Extravaganzas (G. Corso, 1970)
- Winter Afternoons (Emily Dickinson, 1971)
- Surrealist Landscape (Lord Berners)
- Lust (sv. Augustine, Dickinson, 1974)
- A Memory of David Munrow (beze slov, 1977)
- Songs in Blue (1977)
- Reminiscences (1978)
- The Unicorns (J. Heath-Stubbs, 1982)
- Stevie's Tunes (S. Smith, 1984)
- Larkin's Jazz (1989)
- Summoned by Mother (J. Betjeman, 1991)
- Three Carols (1997)

### Orchestrální skladby
- Vitalitas (1960)
- Monologue (1959)
- Five Diversions (1969)
- Satie Transformations (podle Trois Gnossiennes, 1970)
- Concerto for strings, percussion, and Electronic organ (1971)
- Organ Concerto (1971)
- A Birthday Surprise (3 variace na Happy Birthday to You, 1979)
- Piano Concerto (1984)
- Violin Concerto (1986)
- Jigsaws (1988)
- Merseyside Echoes (1988)

### Komorní hudba
- Fantasy (klarinet, klavír, 1956)
- Threnody (violoncello, klavír, 1956)
- Syčcový kvartet č. 1 (1958)
- Air (flétna, 1959)
- Fantasia (housle, 1959)
- 3 Juilliard Dances (flétna, klarinet, fagot, trubka, pozoun, bicí, klavír, violoncello, 1959)
- Sonata pro housle a klavír (1961)
- Baroque Trio (flétna, hoboj, cembalo, 1962)
- 4 Duos (flétna/hoboj, violoncello, 1962)
- Music for Oboe and Chamber Organ (1962)
- Sonatina (fagot, 1966)
- Fanfares and Elegies, 3 trubky, 3 pozouny, varhany, 1967
- Metamorphosis (flétna, 1971)
- Translations (zobcová flétna, viola, cembalo, 1971)
- Recorder Music (zobcová flétna, mg. pásek, 1973)
- Syčcový kvartet č. 2 (1975)
- Solo for Baryton (1976)
- Aria (hoboj, klarinet, fagot, lesní roh, 1977)
- Lullaby (hoboj nebo klarinet, klavír, 1982)
- The Unicorns (dechovka, 1984)
- American Trio (housle, klarinet, klavír, 1985)
- London Rags (2 trubky, lesní roh, pozoum, tuba, 1986)
- Auden Studies (hoboj, klavír, 1988)
- Cellars Clough Duo (2 kytary, 1988)
- 5 Explorations (kytara, 1989)
- Suffolk Variations (kytara, 1992)
- Swansongs (violoncello, klavír, 1993)
- Celebration Trio (housle, klarinet, klavír, 2009)
- Bach in Blue (housle, klarinet, klavír, 2012)
- Three Early Pieces (zobcová flétna, piano, 2012)

### Varhany
- A Cambridge Postlude (1953)
- Postlude on Adeste Fideles (1954)
- Toccata (1955)
- Meditation on Murder in the Cathedral (1958)
- Study in Pianissimo (1959)
- Paraphrase (1967)
- Blue Rose Variations (1985)
- A Millennium Fanfare (1999)

### Klavír
- Vitalitas Variations (1957, instrumentace pro balet 1959)
- Variations on a French Folk Tune (1957)
- Satie Transformations (1970)
- Suite for the Centenary of Lord Berners (clavichord, 1972)
- Conc. Rag, piano (1973, rev. 1984)
- Piano Blues (1973)
- Quartet Rag (1975)
- Blue Rose (1979)
- Hymn-Tune Rag (1985)
- Wild Rose Rag (1985)
- Patriotic Rag (1986)
- Sonatas for piano (1987)
- Bach in Blue (2004)

### Muzikologické spisy
- Charles Ives 1874–1954 (1964)
- Improvisation (1964)
- John Cage, Music and Musicians, xiv/3 (1965–66), 32–4
- Erik Satie (1866–1925), MR, xxviii (1967), 139–46
- A New Perspective for Ives, MT, cxv (1974), 836–8
- A Note on Some Recent Works, MT, cxviii (1977), 559
- Recent Research on American Musical Traditions, IMSCR XII: Berkeley 1977, 353–82
- The Achievement of Ragtime: an Introductory Study with some Implications for British Research in Popular Music, PRMA, cv (1978–79), 63–76
- Lord Berners, 1883–1950, MT, cxxiv (1983), 669–72
- William Schumann: an American Symphonist at 75, MT, cxxvi (1985), 457–8
- Stein, Satie, Cummings, Thomson, Berners, Cage: Toward a Context for the Music of Virgil Thomson, MQ, lxxii (1986), 394–409
- Directors of a Decade, MT, cxxviii (1987), 15–17
- The Music of Lennox Berkeley (London, 1988; 2nd enlarged edition Woodbridge, 2003)
- The American Concerto, A Companion to the Concerto, ed. R. Layton (New York, 1989), 305–325
- Style-Modulation: an Approach to Stylistic Pluralism, MT, cxxx (1989), 208–11
- Virgil Thomson (1896–1989), MT, cxxxi (1990), 31
- Nationalism is Not Enough: a Composer's Perspective’, Music and Nationalism in 20th-Century Great Britain and Finland, ed. T. Mäkelä (Hamburg, 1997), 27–34
- Marigold: the Music of Billy Mayerl (Oxford, 1999)
- Copland Connotations: Studies and Interviews (Woodbridge, 2002)
- CageTalk: Dialogues with & about John Cage (Rochester, NY, 2006)
- Lord Berners: Composer, writer, Painter (Woodbridge, 2008)
- Samuel Barber Remembered (Rochester, NY, 2010)
- Lennox Berkeley and Friends: Writings, Letters and Interviews (Woodbridge, 2012)
- Words and Music (Woodbridge, 2016)
- Mnoho dalších příležitostných článků a kritik vyšlo v časopisech Musical Times, Music and Letters, The Musical Quarterly, The Independent, The Times Literary Supplement, Musical Opinion a The Times Higher Education Supplement Supplement.